# Colonization
Sid Meier's Colonization je tahová strategická počítačová hra typu 4X od společnosti MicroProse. Byla vydána v roce 1994. Vzniklo k ní několik klonů (odvozených her, které převzaly většinu pravidel), např. WinCol a FreeCol. MicroProse později vydalo pokračování Civilization IV: Colonization.
Hra má silnou povrchní podobnost (ve vzhledu a ovládání), jako série Civilization, ale správa kolonií i strategie k vítězství jsou odlišné a také zahrnuje kratší epochu: hráč začíná v roce 1492 objevením Nového světa. Jeho úkolem je vybudovat prosperující kolonie schopné postavit armádu, vyhlásit nezávislost a ubránit se královskému vojsku, které má toto odtržení potlačit - hra tedy simuluje americkou válku za nezávislost.
Přitom hráč spolupracuje a obchoduje, nebo naopak bojuje, jak s indiány, tak s jinými evropskými mocnostmi, které se též snaží Nový svět kolonizovat.

## Suroviny
Hráč může produkovat a převážet (po zemi či v lodích) řadu surovin; většinu z nich lze kupovat či prodávat v Evropě i v indiánských osadách:
- Bavlnu, kterou po vypěstování buď může prodat, nebo přeměnit na látku a tu prodat dráže. Totéž platí o dvojicích kožešina - kabáty, cukr - rum a tabák - doutníky
- Stříbro
- Obchodní zboží, které nemůže vyrábět ani těžit, ale může jej kupovat v Evropě a prodávat indiánům.

Výše uvedené suroviny nemají jiné využití, než zisk z jejich prodeje, na rozdíl od níže uvedených:
- Jídlo produkované rolníky a rybáři - potřebné k výživě a růstu kolonií
- Dřevo, které tesaři mohou přeměnit na kladiva (viz níže) potřebná pro stavbu budov
- Železná ruda, kterou kováři přemění na nářadí. To je potřebné ke zorání země a stavbě cest, navíc jej zbrojíři mohou přeměnit na zbraně.
- Koně, které lze koupit nebo pomalu rozmnožovat. Spolu se zbraněmi jsou potřeba k přeměně kolonistů na vojenské jednotky.

Kromě toho jsou ve hře ještě abstraktní suroviny, které nelze převážet:
- Kladiva, která vyjadřují, jak velká část budovy je již dostavěna
- Náboženské kříže produkované kazateli v kostelech, ty zvyšují pravděpodobnost, že se Evropané rozhodnou emigrovat (v přístavu se objeví pracovní síla, aniž by ji hráč musel pracně kupovat)
- Zvony svobody produkované státníky v radnici; ty přinášejí několik výhod, mj. přeměňují kolonisty, kteří podporují krále, v separatisty, kteří podporují hráče (místodržitele, který se chce od monarchie odtrhnout). S nárůstem separatistů se kolonie stávají produktivnější, navíc nezávislost lze vyhlásit, jen pokud většina kolonistů jsou separatisté.

## Kolonisté
Kolonisty hráč potřebuje jako pracovní sílu. Tu lze najmout za peníze v Evropě, přilákat zadarmo náboženskou svobodou (viz výše "náboženské kříže") nebo vzniknou sami v kolonii, kde se nahromadí 200 ks jídla.
Existuje zhruba 25 povolání (pěstitel bavlny, pěstitel tabáku, kovář, voják atd.), která mohou kolonisté vykonávat. Kolonista může být expertem na jedno z těchto povolání; pokud je pak vykonává, je efektivnější. Nejméně produktivní jsou trestanci; ty lze ve školách přeměnit ve smluvní slohy s menším postihem, ty ve volné kolonisty bez bonusů a postihů a ty dále v experty na potřebná povolání.

## Kolonie
Kolonista může kolonií procházet, nebo obdělávat některé z přilehlých polí mapy, nebo konat práci uvnitř (učitel, tesař, tkadlec atd.). Na rozdíl od Civilizace lze kolonistu kdykoli z kolonie vyřadit, takže se z něho stane jednotka pohybující se po mapě.
V kolonii je možno stavět řadu budov. Většina z nich je uspořádána do trojic, například v každé kolonii existuje kovářův domek, kde mohou kováři přeměňovat rudu v nářadí. Ten je možno vylepšit na kovářův obchod, kde je kovář dvakrát výkonnější (z 6 rud udělá 6 nářadí) a ten na železárnu, kde z 6 rud udělá 9 nářadí. Dalším příkladem takové trojice jsou doky, které umožní rybařit; ty lze vylepšit na přístav, kde je navíc možno opravit poškozenou loď, a ten na loděnici, kde lze lodě i stavět, aby je nemusel kupovat v Evropě.
Jak hráč postupně staví budovy, stává se soběstačnějším a méně závislým na nákupech v Evropě.

## Jednotky
Pozemních bojů se účastní pěší vojáci, dragouni na koních a artilérie. Pro převoz kolonistů a surovin a napadání cizích lodí má hráč na výběr z 6 typů lodí, které se liší cenou, přepravní kapacitou, rychlostí i bojovou silou. Jedna z nich ("privateer" - pirátská loď) neprozrazuje nepřátelům, které mocnosti náleží, což umožňuje loupit suroviny i bez vyhlášení války.

## Další herní mechanismy
- Vztah jednotlivých indiánských kmenů ke hráči se postupně vyvíjí - hráč jim může nosit dary a obchodovat s nimi, nebo naopak vypálit jejich vesnice a tak získat poklad. Vztahům též škodí, pokud hráč bez zaplacení obdělává indiánskou půdu. Může k nim též vyslat misionáře, kteří kmen poštvou proti jiné evropské mocnosti, nebo indiány "obrátí na víru", aby se připojili k hráčovým koloniím jako "konvertité"

- Na mapě jsou tzv. ruiny ztracených měst, při jejichž prozkoumání hráč buď jednotku ztratí, nebo něco získá (většinou zlato nebo další kolonisty)

- Evropský panovník čas od času zvyšuje daň, která krátí příjmy ze všech prodejů v Evropě. Každé takové zvýšení je doprovázeno pohrůžkou, že pokud s ním hráč nesouhlasí, bude monarcha bojkotovat konkrétní surovinu. V takovém případě hráč až do konce hry nemůže toto zboží v Evropě kupovat ani prodávat, pokud nezaplatí obrovskou pokutu

- Ve hře je 25 historických postav tzv. otců zakladatelů, kteří hráči přinesou nějakou výhodu, pokud se k němu připojí. Rychlost, s jakou hráč jednoho po druhém získává, je úměrná počtu Zvonů svobody, které jeho říše produkuje. Příklady těchto výhod:
  - Indiáni již nechtějí poplatek za zabrání své půdy
  - Všechny bojkoty jsou zrušeny
  - Všechny nepřátelské pocity indiánů jsou smazány a další agresívní akce hráče generují nepřátelství jen v poloviční míře
  - Je možno stavět továrny (například železárnu - viz výše)
  - V Evropském přístavu se již neobjevují podřadné jednotky (kriminálníci a sluhové) a hráč si může vybrat ze třech možností, jakého kolonistu preferuje
  - Hráč zdarma získá válečnou loď (fregatu)
  - Produkce zvonů svobody se zvýší o dané procento
  - Každá kolonie o velikosti alespoň 3 získá palisádu, která ji chrání před útoky
  - atd.

- Každá z mocností má některou národní výhodu: výhodnější ceny na Evropském tržišti, zvýšenou imigraci, bonus proti domorodým osadám nebo lepší vztahy s domorodci.

- Hru lze hrát buď na mapě celé (Severní i Jižní) Ameriky, nebo na náhodně vygenerované mapě. V druhém případě hráč neví, co jej obklopuje, dokud mapu neprozkoumá; je tedy ve stejné situaci, v jaké byli skuteční kolonisté.

## Vítězství
Při splnění jistých podmínek může hráč vyhlásit nezávislost. Tehdy evropský panovník proti koloniím vyšle mocné vojsko. Hráč musí zničit většinu pozemních jednotek a dobýt zpět kolonie, které královo vojsko případně dobylo.